# Fluor-jódmetán
A fluor-jódmetán a metán vegyesen halogénezett származéka, pontosabban fluorozott-jódozott szénhidrogén (FIC).
A fluor-jódmetán jódecetsavból állítható elő.
[18F]fluor-jódmetán (PubChem 451313) izotopomerje radiofarmakonok fluormetilezési reakcióban használt szintetikus prekurzor.
Javasolták nagy hatékonyságú habfúvó anyagként történő felhasználását is.

## Fordítás
Ez a szócikk részben vagy egészben a Fluoroiodomethane című angol Wikipédia-szócikk ezen változatának fordításán alapul.  Az eredeti cikk szerkesztőit annak laptörténete sorolja fel. Ez a jelzés csupán a megfogalmazás eredetét és a szerzői jogokat jelzi, nem szolgál a cikkben szereplő információk forrásmegjelöléseként.